# Зырянов, Иван Васильевич
Иван Васильевич Зырянов (10 сентября 1928, д. Романиха Чердынского района (ныне Красновишерский района) Пермской области — 30 июня 1982, Пермь) — советский фольклорист, писатель, кандидат филологических наук (1973), член Союза писателей СССР. Одна из заслуг И. В. Зырянова — создание традиции издания текстов фольклорных произведений, записанных в Прикамье. Внёс большой вклад в изучение поэтики частушки, свадебной лирики Урала.

## Биография
С детства Иван Васильевич проникся фольклорными традициями Северного Прикамья и поступил на филологический факультет Пермского государственного педагогического института. После окончания обучения работал учителем. В Красновишерском районе работал инспектором отдела культуры, литературным сотрудником в редакции газеты «Красная Вишера», инструктором, секретарём и первым секретарём райкома комсомола (1951—1954), учителем и директором (с 1957) школы рабочей молодёжи, заведующим районным отделом народного образования (с 1958). В 1950—1960-е году начал активную собирательскую деятельность. В 1963—1966 годах обучался в аспирантуре при Институте русской литературы (Пушкинский дом) АН СССР в Ленинграде по специальности «Русское народно-поэтическое творчество». В 1973 году защитил кандидатскую диссертацию по поэтике русской частушки. После окончания аспирантуры поступил на работу в пединститут Перми, вначале старшим преподавателем, а затем заведующим кафедрой русской и зарубежной литературы.
И. В. Зырянов продолжил изучение свадебного обряда и свадебной поэзии, начатого его предшественниками в XIX веке. Больше всего он работал в Северном Прикамье, в Чердынском, Соликамском, Красновишерском и Усольском районах Пермской области. Его работа «Сюжетно-тематический указатель свадебной лирики Прикамья» стала одним из самых полных обзоров локальной свадебной традиции, выполненных на материалах русского фольклора.
Также Зырянов состоял в Союзе писателей СССР, писал стихи, рассказы, очерки. При его участии на филологическом факультете Пермского государственного педагогического университета (ПГПУ) создан фольклорный ансамбль. Памяти И. В. Зырянова с 1998 года в университете проводится традиционная научная конференция «Зыряновские чтения», основная проблематика которой связана с фольклористикой и этнографией. С 1971 года стал действительным членом Географического общества АН СССР, членом Всесоюзного общества «Знание».
30 мая 1982 года И. В. Зырянов скоропостижно скончался. Похоронен в Перми.

## Труды
Личный архив с фольклорными записями Зырянова после его смерти передан на хранение в Институт русской литературы (Пушкинский дом) АН Санкт-Петербурга. Часть сборников фольклорных текстов, подготовленных И. В. Зыряновым, увидела свет уже после смерти фольклориста. Личный фонд Зырянова хранится в Государственном архиве Пермского края.
- Вишерские частушки. Пермь, 1958;
- Лирические народные песни. Пермь, 1962;
- О внутри жанровой классификации частушек // Русский фольклор. Т.1Х. М.-Л., 1964;
- Вариантность частушки как признак её коллективности // Русский фольклор. Специфика фольклорных жанров. Т. Х. М.-Л., 1966;
- Уральские частушки о любви. Пермь, 1966;
- Традиция жанра в частушках советского времени // Учен. зап. Перм. пед. ин-та. Т. 70. Пермь, 1969;
- Чердынская свадьба: (Старинные свадебные песни и причитания). Пермь, 1969;
- Чердынская свадьба: (Старинные свадебные песни и причитания). Пермь, 1970;
- Связь «Повести о Горе-Злосчастии» со свадебной поэзией // Фольклор и литература Урала. Пермь, 1971;
- Уральская величальная: Советский фольклор народов Урала. Пермь, 1972;
- Ой, какие наши годики: Частушки времен Великой Отечественной войны // Молодой человек. Пермь, 1972;
- Заговор и свадебная поэзия // Фольклор и литература Урала. Пермь, 1975;
- Поэтика руской частушки: Учеб. пособие. Пермь, 1974;
- Прикамские посиделки. Пермь, 1975;
- Сюжетно-тематический указатель свадебной лирики Прикамья. Пермь, 1975;
- Игровые хороводные песни в свадебном обряде // Фольклор и литература Урала. Пермь, 1976;
- Камская вольница: исторический фольклор Прикамья. Пермь, 1977;
- Свадьба и сказка // Литература и фольклор Урала. Пермь, 1977;
- О характере импровизаций в свадебных причитаниях // Литература и фольклор Урала. Пермь, 1978;
- «Повесть о Горе-злосчастии» и уральская свадебная поэзия // Литература и фольклор Урала. Пермь, 1979;
- Уральские хороводы: Хороводные песни о любви и семейной жизни. Пермь, 1980;
- Сказки Прикамья в записи И. В. Зырянова. Пермь, 1981;
- Скоморошины. Пермь, 1983;
- Чердынская свадьба. Пермь, 1960 / 1993;
- Уральские хороводы: Хороводные песни о любви и семейной жизни. Пермь, 1980 / 1993;
- Камская вольница: Исторический фольклор Прикамья. Пермь, 1993;
- Заметки о фольклоре Прикамья. Пермь, 1993;
- Прикамские посиделки. Пермь, 1975 / 1994.